# پرواز ۷۵۰۰
پرواز انگلیسی: Flight 7500) فیلمی در ژانر ترسناک به کارگردانی تاکاشی شیمیزو است که در سال ۲۰۱۴ منتشر شد.

## بازیگران
- جمی چانگ
- لسلی بیب
- امی اسمارت
- نیکی ولان
- رایان کوانتن
- اسکاوت تیلر-کامپتن
- کریستین سراتوس
- جری فرارا
- الکس فراست